# Dieter Runkel
Dieter Runkel (Obergösgen, 21 december 1966) is een voormalig Zwitsers professioneel wielrenner. Runkel nam in zijn eerste profseizoen in 1993 deel aan de Tour de France, die hij als 131e afsloot. Hij zou daarna nooit meer deelnemen aan de Tour de France.
Dieter Runkel heeft zich tijdens zijn carrière vooral gericht op het veldrijden. Zijn grootste overwinning was het wereldkampioenschap in 1995.

## Palmares

### Wegwielrennen
1992
- 3e etappe Grand Prix Willem Tell
- Eindklassement Grand Prix Willem Tell

1995
- Chur-Arosa

### Veldrijden
| Seizoen   | Wereldbeker | Superprestige | GvA Trofee | WK   | ZK     | Overige                                           | Totaal aantal zeges |
| --------- | ----------- | ------------- | ---------- | ---- | ------ | ------------------------------------------------- | ------------------- |
| 1986-1987 |             |               |            |      | Brons  |                                                   | 0                   |
| 1987-1988 |             |               |            |      |        |                                                   | 0                   |
| 1988-1989 |             |               |            |      |        |                                                   | 0                   |
| 1989-1990 |             |               |            |      | Zilver |                                                   | 0                   |
| 1990-1991 |             |               |            |      |        |                                                   | 0                   |
| 1991-1992 |             |               |            |      | Goud   |                                                   | 1                   |
| 1992-1993 |             |               |            |      |        |                                                   | 0                   |
| 1993-1994 |             |               |            |      |        |                                                   | 0                   |
| 1994-1995 |             |               |            | Goud | Goud   | Frenkendorf, Dagmersmellen                        | 4                   |
| 1995-1996 | Praag       |               |            | 7e   | Goud   | Langenthal, Olona, Meilen, Obergösgen             | 6                   |
| 1996-1997 |             |               |            | 9e   | Zilver | Rüti, Uster, Dagmersmellen                        | 3                   |
| 1997-1998 | Praag       |               |            | 7e   | Zilver | Obergosen, Dagmersmellen, Hombrechtikon, Safenwil | 5                   |
| 1998-1999 |             |               |            | 19e  | Brons  |                                                   | 0                   |
| 1999-2000 |             |               |            |      | 4e     |                                                   | 0                   |